# Jan Långben idrottar
Jan Långben idrottar (även Jan Långben spelar baseball) (engelska: How to Play Baseball) är en amerikansk animerad kortfilm med Långben från 1942.

## Handling
Långben ger publiken en lektion i hur man ska spela baseball. Efter en kort genomgång börjar matchen, där publiken bland annat får lära sig att bollen går sönder när man slår den.

## Om filmen
Filmen är den första där Långben ska lära ut publiken olika saker, därav att titeln börjar på engelska med How to.
Filmen hade svensk premiär den 8 maj 1944 på biografen Spegeln i Stockholm.

## Rollista
Två svenska dubbningar har gjorts av filmen, en dubbning från 1996 som getts ut på VHS och DVD, och en dubbning från 2010 som endast finns utgiven på DVD och som är en nedkortad version från TV-serien Ett gott skratt!.
| Roll        | Originalröst   | Svensk röst (1996) | Svensk röst (2010) |
| Långben     | George Johnson | Hans Lindgren      | Johan Lindqvist    |
| Kommentator | Fred Shields   | Roger Storm        | Dan Bratt          |